# First Division 1965-1966
La First Division 1965-1966 è stata la 67ª edizione della massima serie del campionato inglese di calcio, disputato tra il 21 agosto 1965 e il 19 maggio 1966 e concluso con la vittoria del Liverpool, al suo settimo titolo.
Capocannonieri del torneo sono stati Willie Irvine (Burnley) e Roger Hunt (Liverpool) con 29 reti ciascuno.

## Stagione

### Novità
Al posto delle retrocesse Wolverhampton e Birmingham City sono saliti dalla Second Division il Newcastle Utd e il Northampton Town, al suo primo campionato di massima divisione.

### Avvenimenti
Il campionato precedente ai mondiali di Inghilterra '66 si aprì il 25 agosto 1965: la prima squadra a staccarsi dal gruppo fu il Leeds Utd che prese il comando solitario alla seconda giornata mantenendolo (tranne una parentesi del Nottingham Forest alla terza giornata) fino al sesto turno, quando fu sopravanzato dal Tottenham. A partire dalla giornata successiva iniziò una bagarre in vetta alla classifica che vide contendersi il primo posto il Burnley, il Leeds, il West Bromwich e lo Sheffield Utd. Quest'ultima squadra prese il comando solitario all'undicesimo turno, ma fu sopravanzata nel giro di due giornate dal Leeds. Alla sedicesima giornata fu invece la volta del Burnley, che prese la vetta solitaria tallonato dal Liverpool finora rimasto tagliato fuori dalla lotta al vertice. I Reds presero il comando della classifica alla diciottesima giornata, concludendo il girone di andata con due punti sul Burnley.
Il Liverpool mantenne il distacco sull'inseguitrice fino alla ventisettesima giornata, quando allungò il passo arrivando, nel giro di quattro giornate, a +9 dal Leeds e dal Burnley. Tale vantaggio consentirà ai Reds di guidare la classifica per il resto del campionato senza particolari patemi, assicurandosi la vittoria del torneo con due giornate di anticipo sulla fine del campionato.
A fondo classifica, assieme ad un Blackburn in caduta libera (aveva totalizzato sei punti durante il girone di ritorno), scese in Second Division il neopromosso Northampton Town, condannato all'ultima giornata.

## Squadre partecipanti
| Club              | Stagione | Città               | Stadio                | Stagione precedente                   |
| ----------------- | -------- | ------------------- | --------------------- | ------------------------------------- |
| Arsenal           | dettagli | Londra              | Arsenal Stadium       | 13º posto in First Division           |
| Aston Villa       | dettagli | Birmingham          | Villa Park            | 16º posto in First Division           |
| Blackburn         | dettagli | Blackburn           | Ewood Park            | 10º posto in First Division           |
| Blackpool         | dettagli | Blackpool           | Bloomfield Road       | 17º posto in First Division           |
| Burnley           | dettagli | Burnley             | Turf Moor             | 12º posto in First Division           |
| Chelsea           | dettagli | Londra              | Stamford Bridge       | 3º posto in First Division            |
| Everton           | dettagli | Liverpool           | Goodison Park         | 4º posto in First Division            |
| Fulham            | dettagli | Londra              | Craven Cottage        | 20º posto in First Division           |
| Leeds Utd         | dettagli | Leeds               | Elland Road           | 2º posto in First Division            |
| Leicester City    | dettagli | Leicester           | Filbert Street        | 18º posto in First Division           |
| Liverpool         | dettagli | Liverpool           | Anfield               | 7º posto in First Division            |
| Manchester Utd    | dettagli | Manchester          | Old Trafford          | 1º posto in First Division            |
| Newcastle Utd     | dettagli | Newcastle upon Tyne | St James' Park        | 1º posto in Second Division, promosso |
| Northampton Town  | dettagli | Northampton         | County Cricket Ground | 2º posto in Second Division, promosso |
| Nottingham Forest | dettagli | Nottingham          | City Ground           | 5º posto in First Division            |
| Sheffield Utd     | dettagli | Sheffield           | Bramall Lane          | 19º posto in First Division           |
| Sheffield Weds    | dettagli | Sheffield           | Hillsborough Stadium  | 8º posto in First Division            |
| Stoke City        | dettagli | Stoke-on-Trent      | Victoria Ground       | 11º posto in First Division           |
| Sunderland        | dettagli | Sunderland          | Roker Park            | 15º posto in First Division           |
| Tottenham         | dettagli | Londra              | White Hart Lane       | 6º posto in First Division            |
| West Bromwich     | dettagli | West Bromwich       | The Hawthorns         | 14º posto in First Division           |
| West Ham Utd      | dettagli | Londra              | Boleyn Ground         | 9º posto in First Division            |

## Classifica finale
|       | Pos. | Squadra           | Pt | G  | V  | N  | P  | GF | GS | QR    |
| ----- | ---- | ----------------- | -- | -- | -- | -- | -- | -- | -- | ----- |
|       | 1.   | Liverpool         | 61 | 42 | 26 | 9  | 7  | 79 | 34 | 2.324 |
|       | 2.   | Leeds Utd         | 55 | 42 | 23 | 9  | 10 | 79 | 38 | 2.079 |
|       | 3.   | Burnley           | 55 | 42 | 24 | 7  | 11 | 79 | 47 | 1.681 |
|       | 4.   | Manchester Utd    | 51 | 42 | 18 | 15 | 9  | 84 | 59 | 1.424 |
|       | 5.   | Chelsea           | 51 | 42 | 22 | 7  | 13 | 65 | 53 | 1.226 |
| [ 4 ] | 6.   | West Bromwich     | 50 | 42 | 19 | 12 | 11 | 91 | 69 | 1.319 |
|       | 7.   | Leicester City    | 49 | 42 | 21 | 7  | 14 | 80 | 65 | 1.231 |
|       | 8.   | Tottenham         | 44 | 42 | 16 | 12 | 14 | 75 | 66 | 1.136 |
|       | 9.   | Sheffield Utd     | 43 | 42 | 16 | 11 | 15 | 56 | 59 | 0.949 |
|       | 10.  | Stoke City        | 42 | 42 | 15 | 12 | 15 | 65 | 64 | 1.016 |
| [ 5 ] | 11.  | Everton           | 41 | 42 | 15 | 11 | 16 | 56 | 62 | 0.903 |
|       | 12.  | West Ham Utd      | 39 | 42 | 15 | 9  | 18 | 70 | 83 | 0.843 |
|       | 13.  | Blackpool         | 37 | 42 | 14 | 9  | 19 | 55 | 65 | 0.846 |
|       | 14.  | Arsenal           | 37 | 42 | 12 | 13 | 17 | 62 | 75 | 0.827 |
|       | 15.  | Newcastle Utd     | 37 | 42 | 14 | 9  | 19 | 50 | 63 | 0.794 |
|       | 16.  | Aston Villa       | 36 | 42 | 15 | 6  | 21 | 69 | 80 | 0.863 |
|       | 17.  | Sheffield Weds    | 36 | 42 | 14 | 8  | 20 | 56 | 66 | 0.848 |
|       | 18.  | Nottingham Forest | 36 | 42 | 11 | 12 | 19 | 71 | 83 | 0.855 |
|       | 19.  | Sunderland        | 36 | 42 | 14 | 8  | 20 | 51 | 72 | 0.708 |
|       | 20.  | Fulham            | 35 | 42 | 14 | 7  | 21 | 67 | 85 | 0.788 |
|       | 21.  | Northampton Town  | 33 | 42 | 10 | 13 | 19 | 55 | 92 | 0.598 |
|       | 22.  | Blackburn         | 20 | 42 | 8  | 4  | 30 | 57 | 88 | 0.648 |

Legenda:
      Campione d'Inghilterra e ammessa in Coppa dei Campioni 1966-1967.
      Ammessa in Coppa delle Coppe 1966-1967.
      Ammesse in Coppa delle Fiere 1966-1967.
      Retrocesse in Second Division 1966-1967.
Regolamento:
Due punti a vittoria, uno a pareggio, zero a sconfitta.
A parità di punti le squadre venivano classificate secondo il quoziente reti.

## Statistiche

### Squadre

#### Capoliste solitarie
Fonte:
|    | —— | ——        | ——        | ——        | ——        | ——        | —— | ——  | ——  | ——  | ——      | ——      | ——  | ——  | ——        | ——        | ——  | ——        | ——        | ——        | ——        | ——        | ——        | ——        | ——        | ——        | ——        | ——        | ——        | ——        | ——        | ——        | ——        | ——        | ——        | ——        | ——        | ——        | ——        | ——        | ——        | —— |  |
|    |    | Tottenham | Tottenham | Tottenham | Tottenham | Tottenham |    | Tot |     |     | Sheff U | Sheff U |     | Tot | Liverpool | Liverpool |     | Liverpool | Liverpool | Liverpool | Liverpool | Liverpool | Liverpool | Liverpool | Liverpool | Liverpool | Liverpool | Liverpool | Liverpool | Liverpool | Liverpool | Liverpool | Liverpool | Liverpool | Liverpool | Liverpool | Liverpool | Liverpool | Liverpool | Liverpool | Liverpool |    |  |
|    |    |           |           |           |           |           |    |     |     |     |         |         |     |     |           |           |     |           |           |           |           |           |           |           |           |           |           |           |           |           |           |           |           |           |           |           |           |           |           |           |           |    |  |
|    |    |           |           |           |           |           |    |     |     |     |         |         |     |     |           |           |     |           |           |           |           |           |           |           |           |           |           |           |           |           |           |           |           |           |           |           |           |           |           |           |           |    |  |
| 1ª | 2ª | 3ª        | 4ª        | 5ª        | 6ª        | 7ª        | 8ª | 9ª  | 10ª | 11ª | 12ª     | 13ª     | 14ª | 15ª | 16ª       | 17ª       | 18ª | 19ª       | 20ª       | 21ª       | 22ª       | 23ª       | 24ª       | 25ª       | 26ª       | 27ª       | 28ª       | 29ª       | 30ª       | 31ª       | 32ª       | 33ª       | 34ª       | 35ª       | 36ª       | 37ª       | 38ª       | 39ª       | 40ª       | 41ª       | 42ª       |    |  |

#### Primati stagionali
- Maggior numero di vittorie: Liverpool (26)
- Minor numero di sconfitte: Liverpool (7)
- Migliore attacco: West Bromwich (91 goal fatti)
- Miglior difesa: Liverpool (34 reti subite)
- Maggior numero di pareggi: Manchester Utd (15)
- Minor numero di pareggi: Blackburn (4)
- Maggior numero di sconfitte: Blackburn (30)
- Minor numero di vittorie: Blackburn (8)
- Peggior attacco: Newcastle Utd (50 reti segnate)
- Peggior difesa: Northampton Town (92 reti subite)
- Peggior media goal: Northampton Town (0.598)

### Individuali

#### Classifica marcatori
Fonte:
| Gol | Rigori |  | Giocatore       | Squadra                             |
| --- | ------ |  | --------------- | ----------------------------------- |
| 29  |        |  | Roger Hunt      | Liverpool                           |
| 29  |        |  | Willie Irvine   | Burnley                             |
| 27  | 3      |  | Tony Hateley    | Aston Villa                         |
| 24  |        |  | David Herd      | Manchester Utd                      |
| 23  |        |  | Geoff Hurst     | West Ham Utd                        |
| 22  | 2      |  | Jackie Sinclair | Leicester City                      |
| 21  |        |  | Mick Jones      | Sheffield Utd                       |
| 19  |        |  | Derek Dougan    | Leicester City                      |
| 18  |        |  | Jeff Astle      | West Bromwich                       |
| 18  |        |  | Joe Baker       | Arsenal (13), Nottingham Forest (5) |
| 18  |        |  | John Kaye       | West Bromwich                       |
| 18  |        |  | Fred Pickering  | Everton                             |
| 17  |        |  | Tony Brown      | West Bromwich                       |
| 17  |        |  | George Graham   | Chelsea                             |
| 17  | 6      |  | James Alan Ball | Blackpool                           |